# Cissus pentaclada
Cissus pentaclada är en vinväxtart som beskrevs av B.R. Jackes. Cissus pentaclada ingår i släktet Cissus och familjen vinväxter. Inga underarter finns listade i Catalogue of Life.